# Scagnello
Scagnello (piemontesisch Scagnel) ist eine Gemeinde in der italienischen Provinz Cuneo (CN), Region Piemont.

## Lage und Einwohner
Scagnello liegt rund 65 Straßenkilometer östlich von der Provinzhauptstadt Cuneo entfernt.
Das Gemeindegebiet umfasst eine Fläche von 8 km² und hat 172 Einwohner (Stand 31. Dezember 2023).
Die Nachbargemeinden sind Battifollo, Ceva, Lisio, Mombasiglio und Monasterolo Casotto.

## Geschichte

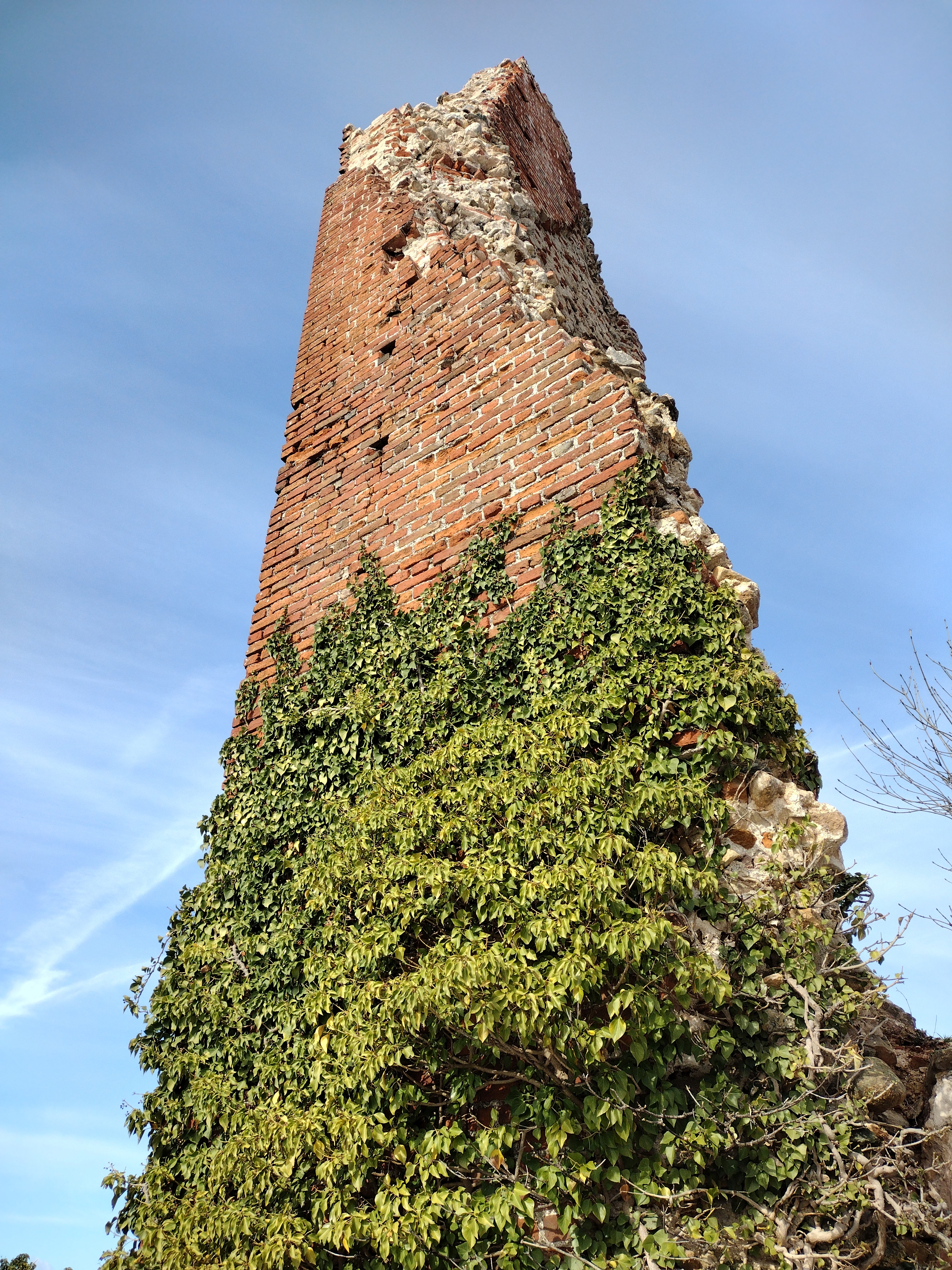
Der Turm von Scagnello

Der Ortsname erscheint in mittelalterlichen Dokumenten mit „Scagnellum“. Die ersten sicheren Nachrichten stammen vom 20. April 1241, dem Jahr, in dem die Teilung zwischen den Markgrafen von Ceva stattfand. Bei dieser Gelegenheit wurde festgestellt, dass das Gebiet, das sich bereits im Besitz des Marquis Pagano di Ceva, Sohn von Guglielmo, befand, den Brüdern Manuele und Giorgio gehörte, unter der Bedingung, dass sie beim Bischof von Alba eine Investitur beantragten.
Die Familie Ceva machte es 1295 zu einer feudalen Huldigung an den Bischof von Asti und 1381 an Galeazzo Visconti. Das Lehen wurde im Laufe der Jahrhunderte zerstückelt und vielen Herren unterworfen.

## Sehenswürdigkeiten
- Von der alten Burg aus dem 14. Jahrhundert sind nur noch wenige Ruinen und eine Turmruine übrig, die vom Blitz zerstört wurde.
- Die alte romanische Pfarrkirche San Giovanni Battista, Schutzpatron der Gemeinde, liegt in Panoramalage und ist einen Besuch wert. Im Inneren ist eine Madonnenstatue zu sehen, ein Werk von Roasio.
- Die Kirche Santa Caterina aus dem 18. Jahrhundert.
- Eine weitere Kapelle befindet sich in Valbuona und ist Sant’Antonio gewidmet. Es gehörte zu einem Oratorium und beherbergt in seinem Inneren wertvolle Fresken aus der monregalesischen Schule.